# Flamsteed (cratera)
Flamsteed é uma pequena cratera lunar localizada no Oceanus Procellarum. Ele se localiza praticamente ao leste da cratera de tom escuro Grimaldi, e a norte-nordeste da inundada baía de Letronne no limite sul do mare.
A beira dessa cratera não é circular em forma, tendo uma beirada saliente a sudeste. O interior é relativamente plano e indistinguível por impactos.A cratera está na beirada sul de uma cratera que foi praticamente submersa por um derrame de lava basáltica que formou o Oceanus Procellarum. Tudo que resta dela, chamada de Flamsteed P, são alguns baixos espinhaços e colinas arranjados em uma formação circular..
A nave Surveyor 1 pousou na borda nordeste da enterrada Flamsteed P,a cerca de 50 km a norte-nordeste da beira da cratera Flamsteed.

## Crateras-Satélites
Por  convenção essas formações são identificadas em mapas lunares por posicionamento da letra no local do ponto médio da cratera que é mais próximo de  Flamsteed.
| Flamsteed | Latitude | Longitude | Diâmetro |
| --------- | -------- | --------- | -------- |
| A         | 7.9° S   | 42.9° W   | 11 km    |
| B         | 5.9° S   | 43.7° W   | 10 km    |
| C         | 5.5° S   | 46.3° W   | 9 km     |
| D         | 3.2° S   | 44.9° W   | 6 km     |
| E         | 3.7° S   | 46.1° W   | 2 km     |
| F         | 4.7° S   | 41.1° W   | 5 km     |
| G         | 4.8° S   | 50.9° W   | 46 km    |
| H         | 5.9° S   | 51.7° W   | 4 km     |
| J         | 6.6° S   | 49.3° W   | 5 km     |
| K         | 3.1° S   | 43.7° W   | 4 km     |
| L         | 3.4° S   | 40.9° W   | 4 km     |
| M         | 2.4° S   | 40.6° W   | 4 km     |
| P         | 3.2° S   | 44.1° W   | 112 km   |
| S         | 3.4° S   | 52.2° W   | 4 km     |
| T         | 3.1° S   | 51.6° W   | 24 km    |
| U         | 3.6° S   | 50.2° W   | 4 km     |
| X         | 2.3° S   | 47.3° W   | 3 km     |
| Z         | 1.3° S   | 47.8° W   | 3 km     |

### Obras em língua portuguesa
- Freitas Mourão, Ronaldo Rogério de (2008). Dicionário Enciclopédico de Astronomia e Astronáutica. Lexicon. ISBN 9788586368356

### Obras em língua inglesa
- Andersson, L. E.; Whitaker, E. A., (1982). NASA Catalogue of Lunar Nomenclature. [S.l.]: NASA RP-1097
- Blue, Jennifer (25 de julho de 2007). «Gazetteer of Planetary Nomenclature». USGS. Consultado em 5 de agosto de 2007
- B. Bussey; P. Spudis (2004). The Clementine Atlas of the Moon. New York: Cambridge University Press. ISBN 0-521-81528-2
- Cocks, Elijah E.; Cocks, Josiah C. (1995). Who's Who on the Moon: A Biographical Dictionary of Lunar Nomenclature. [S.l.]: Tudor Publishers. ISBN 0-936389-27-3
- McDowell, Jonathan (15 de julho de 2007). Lunar Nomenclature (Relatório). Jonathan's Space Report. Consultado em 24 de outubro de 2007
- Menzel, D. H.; Minnaert, M.; Levin, B.; Dollfus, A.; Bell, B. (1971). «Report on Lunar Nomenclature by The Working Group of Commission 17 of the IAU». Space Science Reviews. 12. 136 páginas
- Moore, Patrick (2001). On the Moon. [S.l.]: Sterling Publishing Co. ISBN 0-304-35469-4
- Price, Fred W. (1988). The Moon Observer's Handbook. [S.l.]: Cambridge University Press. ISBN 0521335000
- Rükl, Antonín (1990). Atlas of the Moon. [S.l.]: Kalmbach Books. ISBN 0-913135-17-8
- Webb, Rev. T. W. (1962). Celestial Objects for Common Telescopes 6th revision ed. [S.l.]: Dover. ISBN 0-486-20917-2
- Whitaker, Ewen A. (1999). Mapping and Naming the Moon. [S.l.]: Cambridge University Press. ISBN 0-521-62248-4
- Wlasuk, Peter T. (2000). Observing the Moon. [S.l.]: Springer. ISBN 1852331933